# Rio Matsumoto
Rio Matsumoto (în japoneză 松本莉緒; n. 22 octombrie 1982) este un fotomodel și actriță japoneză. Ea a avut o cariera în mai multe seriale japoneze încă din anii 1990 și a jucat în mai multe filme. Ea a fost cunoscut anterior sub numele de Megumi Matsumoto (松本恵).

## Filmografie

### Filme
- Tomie: Beginning (2005) Tomie
- God's Puzzle (2008)
- Wangan Midnight: The Movie (2009) Reina Akikawa

### Seriale TV
- Taiyō no Kisetsu (2002)
- Stand Up!! (2003) Shiho Tominaga
- Aim for the Ace! (2004) Reika Ryūzaki
- Tokyo Friends (2005) Hirono Hayama